# Mill (Währungseinheit)
Ein Mill (₥, von lat. millesimum: „tausendster Teil“) ist eine Währungsuntereinheit mit dem Wert eines Tausendstel einer Währung. Alternative Schreibweisen sind Mil, Mils, Millieme, französisch Millième oder arabisch Millīm (مليم). Vor allem in ehemaligen britischen Kolonien war oder ist sie im Gebrauch.

## Gebrauch

### Vereinigte Staaten

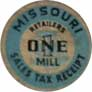
Mill-Token

Mit der Einführung des US-Dollars 1792 wurde festgelegt, dass dieser in je zehn Dime, einhundert Cent oder tausend Mill aufgeteilt werden kann. Von 1793 bis 1857 wurden Halb-Cent-Münzen mit einem Wert von 5 Mill geprägt, jedoch nie Münzen mit „Mill“ als Nennwert.
Bis in die 1960er Jahre wurden jedoch von einigen US-Bundesstaaten und manchmal auch Privatunternehmen Wertmarken in Werten von ein bis neun Mill ausgegeben. Diese dienten hauptsächlich zur Begleichung der Umsatzsteuer bei Einkäufen. Die Marken wurden meist aus billigen Materialien wie Aluminium, Kunststoff oder Papier hergestellt. Steigende Inflation machte die Herstellung aber so unrentabel, dass ihre Verwendung in den 1960ern praktisch eingestellt wurde.
Teilweise werden aber noch heute Preise auf Mill genau angegeben, insbesondere Kraftstoff bei der Tankstelle oder auch Elektrizität, und bei der Bezahlung auf Cent gerundet.

### Ägypten
Das Ägyptische Pfund ist in 100 Piaster (arabisch قرش Qirsch) oder 1000 Millim (Millièmes) unterteilt. Es sind aber keine Millièmes-Münzen mehr im Umlauf, die kleinste Münze ist derzeit die 5-Piaster-Münze.

### Sudan
Auch das (Alte) Sudanesische Pfund war bis 1991 in 100 Piaster/Qirsch oder 1000 Millim unterteilt.

### Israel
Das Israelische Pfund war bis 1949 in 1000 Mil, und bis 1960 in 1000 Prutot unterteilt. Es gab Münzen zu 25 Mil, später zu 1 Pruta sowie 5, 10, 25, 50, 100 und 250 Prutot.

### Libyen
Das Libysche Pfund war bis 1971 in 1000 Millim oder 100 Piaster unterteilt, und danach durch den Libyschen Dinar zu 1000 Dirham ersetzt.

### Malta
Vor der Einführung des Euro wurde die Maltesische Lira in 100 Cent oder 1000 Mils unterteilt und Münzen zu 2, 3 und 5 Mils geprägt.

### Palästina und Transjordanien

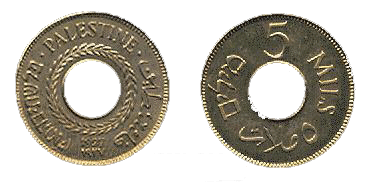
Palästinensische 5-Mils-Münze

Das Palästina-Pfund (1927–1950) wurde in 1000 Mils unterteilt. Es wurden Münzen zu 1, 2, 5, 10, 20, 50 und 100 Mils geprägt sowie Banknoten zu 500 Mils gedruckt.

### Tunesien

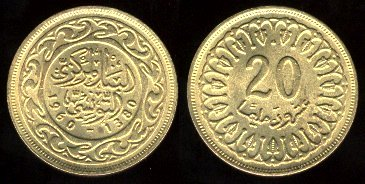
Tunesische 20-Millièmes-Münze

Der Tunesische Dinar ist in 1000 Millim unterteilt. Die 5-Millim-Münze ist derzeit die kleinste gültige Umlaufmünze, wird aber nicht mehr geprägt.

### Zypern
In Britisch-Zypern wurde das Zypern-Pfund mit der Einführung des Dezimalsystems 1955 in 1000 Mil unterteilt. Es wurden Münzen zu 1, 3, 5, 10, 25, 50 und 100 Mil geprägt, und es gab Banknoten zu 250 und 500 Mils. 1983 wurde das Mil durch den Cent ersetzt (1 £ = 100 ¢). Es wurde anfangs noch eine ½-Cent-Münze geprägt, die der 5-Mil-Münze entsprach, aber bald darauf außer Kurs gesetzt.

## Vergleichbare Währungseinheiten
- Der Kuwait-Dinar, der Irakische Dinar und der Bahrain-Dinar sind in je 1000 Fils unterteilt. Die Kuwaitische 5-Fils-Münze ist zurzeit die Münze mit dem kleinsten Nennwert.
- Der Omanische Rial ist in 1000 Baisa unterteilt. Derzeit ist die 5-Baisa-Münze die kleinste gültige Umlaufmünze.
- Der Japanische Yen ist formell in 100 Sen oder 1000 Rin unterteilt, aber alle Münzen mit einem Nennwert unter 1 Yen wurden 1953 außer Kurs gesetzt.
- Das Britische Pfund Sterling war vor der Einführung des Dezimalsystems in 960 Farthings unterteilt. Die kleinste britische Münze im 19. Jahrhundert hatte einen Nennwert von ¼ Farthing.